# Charles René d'Hozier
Pour les articles homonymes, voir Charles d'Hozier.

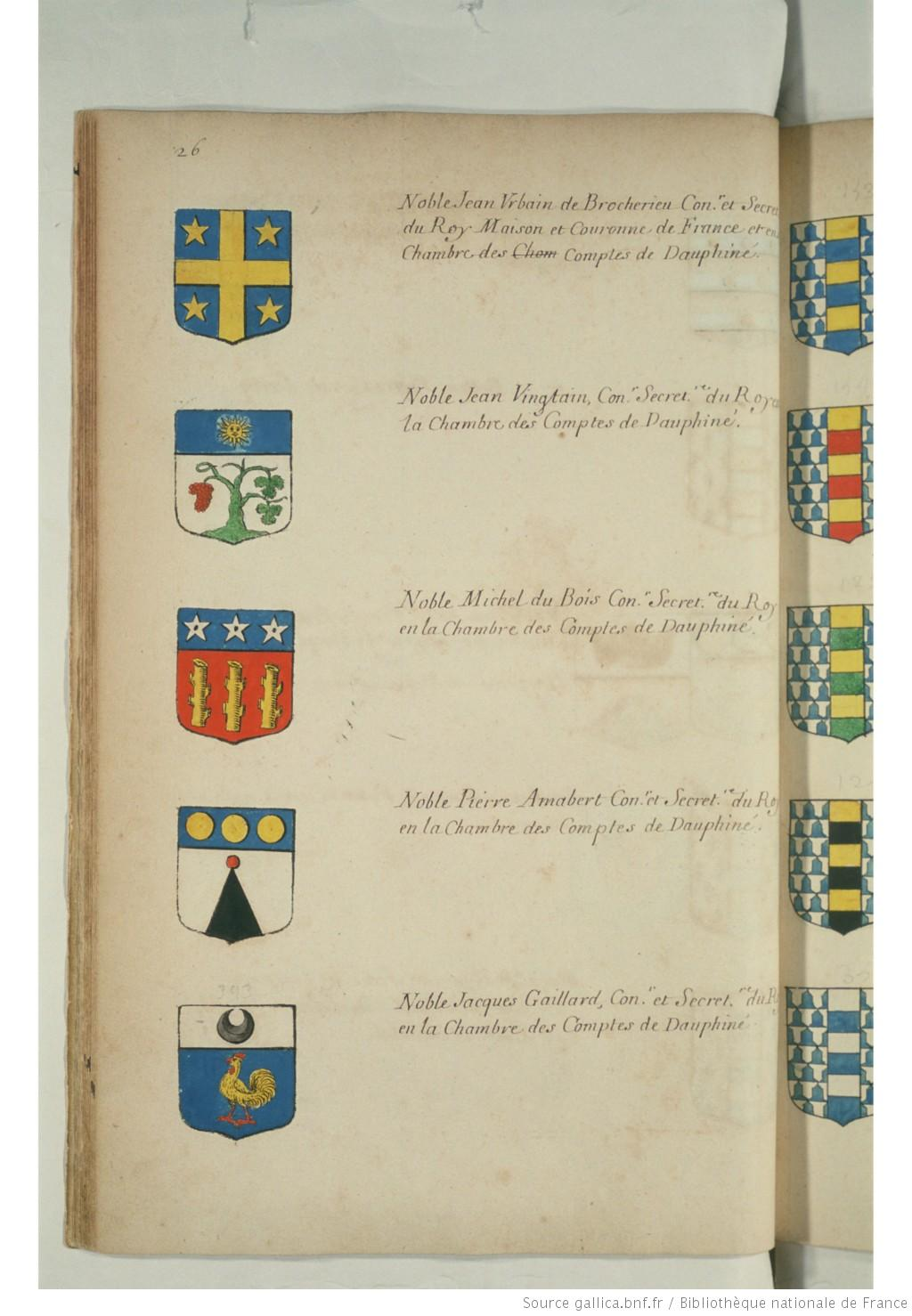
Une page de l'Armorial général de France par d'Hozier

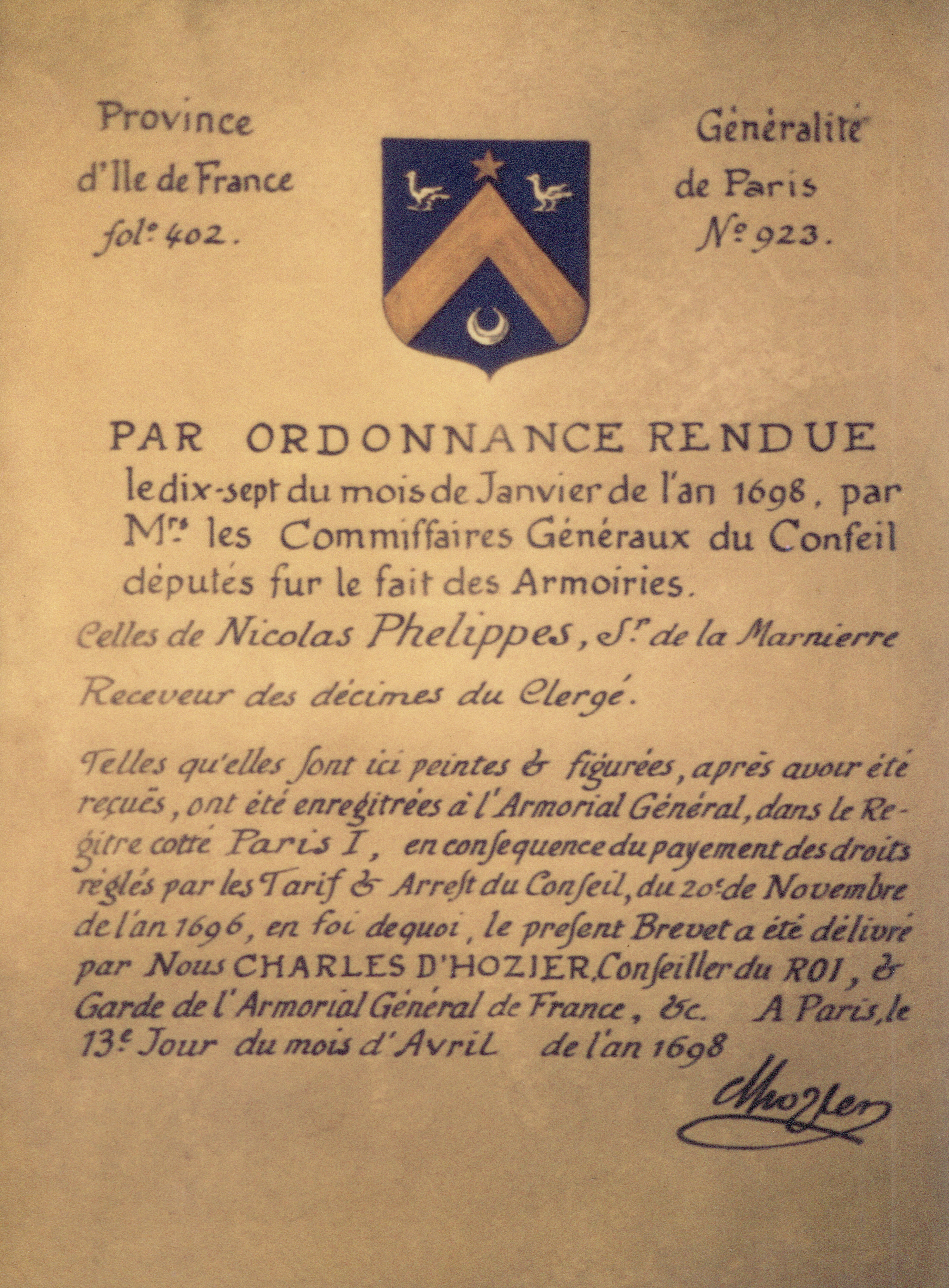
Copie de brevet d'armoiries délivré par d'Hozier

Charles René d'Hozier, né le 24 février 1640 et mort le 13 février 1732 à Paris, fut un conseiller du roi, généalogiste, juge général des armes et blasons de France.

## Biographie
Charles d'Hozier était le fils cadet de Pierre d'Hozier (1592-1660), juge d'armes de France en 1641, c'est-à-dire commis royal chargé de certifier la noblesse. Il aida son père dans ses recherches. Pierre d'Hozier transmit cette charge à son fils aîné Louis Roger d'Hozier (1634-1708) et à son cadet. Il était l'oncle de Louis Pierre d'Hozier.

## Œuvres
Charles René d'Hozier a publié le Grand Armorial de France, établi sur ordre de Louis XIV en 1696, qui comprend 120 000 blasons peints.
Il comporte 35 volumes pour 25 provinces de France :
- Volume 1 (Alsace) ;
- Volume 2 (Auvergne) ;
- Volume 3 (Béarn)
- Volume 4 (Bourbonnais) ;
- Volume 5 (Bourges) ;
- Volume 6 (Bourgogne, duché) ;
- Volume 7 (Bourgogne, comté) ;
- Volume 8 (Bretagne, 1re partie) ;
- Volume 9 (Bretagne, 2e partie) ;
- Volume 10 (Champagne) ;
- Volume 11 (Dauphiné) ;
- Volume 12 (Flandres) ;
- Volume 13 (Guyenne) ;
- Volume 14 (Languedoc, 1re partie) ;
- Volume 15 (Languedoc, 2e partie) ;
- Volume 16 (Limoges) ;
- Volume 17 (Lyon) ;
- Volume 18 (Lorraine) ;
- Volume 19 (Normandie (Alençon)) ;
- Volume 20 (Normandie (Caen)) ;
- Volume 21 (Normandie (Rouen)) ;
- Volume 22 (Orléans) ;
- Volume 23 (Paris, 1re partie) ;
- Volume 24 (Paris, 2e partie) ;
- Volume 25 (Paris, 3e partie) ;
- Volume 26 (Picardie) ;
- Volume 27 (Poitiers, 1re partie) ;
- Volume 28 (Poitiers, 2e partie) ;
- Volume 29 (Provence, 1re partie ;
- Volume 30 (Provence, 2e partie) ;
- Volume 31 (La Rochelle) ;
- Volume 32 (Soissons) ;
- Volume 33 (Tours, 1re partie) ;
- Volume 34 (Tours, 2e partie) ;
- Volume 35 (Versailles).

## Les d’Hozier
Bien que pourvus d'une charge royale, les d’Hozier agissent « en leur propre et privé nom ». Une forte suspicion de vénalité entoure leurs travaux. François Bluche cite le cas de M. de Canisy qui veut faire entrer son fils aux pages de la Grande Écurie en proposant à d'Hozier d’ajouter quelques degrés à sa généalogie, moyennant finances. L’invitation à payer quelques appoints pour insérer des générations supplémentaires suffit à montrer la valeur médiocre des généalogies publiées dans leur divers travaux.

### Rééditions partielles
- Henri d'Izarny-Gargas, Armorial général de Charles d'Hozier
  - Languedoc, généralité de Montpellier
  - Languedoc, généralité de Toulouse
  - Rouergue, généralité de Figeac (Millau, Rodez, Villefranche), 1992
  - Rouergue, généralité de Montauban, 1992
- A.G. Prévost, Armorial général de France
  - Normandie, généralité de Caen, 1918
  - Normandie, généralité de Rouen, 1910
  - Normandie, généralité d'Alençon, 1922

### Études sur l'armorial général
- L’Armorial général de 1696 : une source méconnue de l’histoire sociale et institutionnelle de la France d’Ancien Régime : actes / de la Table ronde organisée par la Société française d’héraldique et de sigillographie, Paris, 23 novembre 1996. Paris : S.F.H.S., 1998. In-4°, 84 p., ill. Michel Pastoureau. "Présentation", - Jean-Luc Chassel. "De l’Armorial général aux marchands de merlettes", - Piere-Jean Ciaudo. L"’histoire de la capacité héraldique ou l’inadéquation du logos et de la praxis", - Yvan Loskoutoff. "Entre la gloire et la bassesse : les armes parlantes dans l’Armorial général de Louis XIV", p. 39-62, - Marie-Josèphe Gut. "Les armoiries des communautés laïques de la généralité de Châlons en Champagne", p. 63-65. - Pierre-Jean Ciaudo. "L’application de l’Edit dans la sénéchaussée de Grasse et une partie de l’ancien comté de Nice", p. 67-78. - Jean-Claude Loutsh. "L’Armorial général de 1696 et le duché de Luxembourg", - Christiane Van Den Bergen-Pantens. "L’héraldique dans les albums de Croy et l’Armorial général". (Constitue le t. 67-68 de la Revue française d’héraldique et de sigillographie).